# Escharella acuta
Escharella acuta är en mossdjursart som beskrevs av Zabala, Maluquer och Harmelin 1993. Escharella acuta ingår i släktet Escharella och familjen Romancheinidae. Inga underarter finns listade i Catalogue of Life.